# Phelister simus
Phelister simus är en skalbaggsart som beskrevs av Sylvain Auguste de Marseul 1861. Phelister simus ingår i släktet Phelister och familjen stumpbaggar. Inga underarter finns listade i Catalogue of Life.